# 唐龙彬
唐龙彬（1932年—），广东中山人，生于上海，中华人民共和国政治人物、外交官。
1988年，接替吴家淦，担任中华人民共和国驻瑞典大使。1993年，由杨桂荣接任。
1991年拉脱维亚独立后，同年9月12日与中华人民共和国建立大使级外交关系。唐龙彬担任首位中华人民共和国驻拉脱维亚大使。1992年2月，因中华民国与拉脱维亚建立领事关系，中华人民共和国政府从拉撤出大使馆，唐龙彬不再兼任驻拉大使。